# José da Costa Azevedo
José da Costa Azevedo, o Barão de Ladário, (Rio de Janeiro, 20 de janeiro de 1825 — Rio de Janeiro, 24 de setembro de 1904) foi um militar, nobre, diplomata e político brasileiro.
Foi ministro da Marinha (ver Gabinete Ouro Preto), deputado geral e senador da República de 1894 a 1897 e de 1903 a 1904.
José da Costa Azevedo, o Barão de Ladário, nasceu no Rio de Janeiro em 20 de Janeiro de 1825 e morreu no Rio de Janeiro em 24 de setembro de 1904. Era filho de Maria Amália de Azevedo e do coronel de engenheiros em matemáticas, José da Costa Azevedo, irmão do religioso Franciscano Frei José da Costa Azevedo. José da Costa Azevedo, o barão de Ladário, casou com Balbina Pinto, natural do Rio Grande do Sul, filha de Francisco da Costa Pinto e de Ana de Mello. O barão de Ladário foi nomeado guarda marinha em 1839, aos 14 anos de idade, indo servir na marinha dos Estados Unidos da América do Norte, onde aperfeiçoou seus conhecimentos militares.
Subiu em todos os postos até chegar em chefe de esquadra em 1882 e reformou-se no de almirante. Exerceu várias comissões importantes como a comissão de limites com o Peru e a de estudos e observações astronômicas para a determinação de limites com a Guiana Francesa, a do Japão e China para desenvolver as relações comerciais entre esses países e o Império do Brasil.
Serviu na marinha do Brasil em batalhas durante a Guerra do Paraguai, sendo promovido por distinção e bravura ao posto de capitão de mar e guerra.
Foi ministro da marinha no 36º gabinete de 7 de Junho de 1889. Era comendador da Ordem Militar de Nossa Senhora da Conceição de Vila Viçosa, comendador da Ordem de São Bento de Avis, comendador da Imperial Ordem de Cristo, oficial da Imperial Ordem da Rosa, foi condecorado com a medalha geral da campanha do Paraguai, com passador de ouro. Era sócio do Instituto Histórico e Geográfico Brasileiro-IHGB, deixou alguns trabalhos importantes sobre hidrografia e astronomia.
Foi uma das vítimas da Proclamação da República Brasileira (sendo que no Maranhão também houve vítimas de tropas republicanas no Massacre de 17 de novembro), tendo sido baleado por um atirador desconhecido em razão de sua resistência à ordem de prisão emitida pelo novo governo republicano, sobreviveu ao atentado apenas porque foi socorrido pelo estudante Carlos Vieira Ferreira.
 

Porém apesar de ter escapado com vida, em 24 de setembro de 1904 o barão de Ladário morreu.

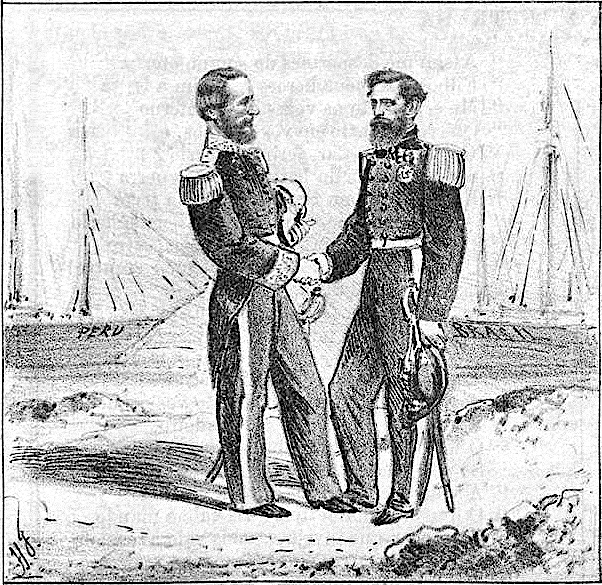
Comissão de limites do Brasil com a República do Peru: o capitão de mar e guerra peruano Dom Francisco Carrasco com o capitão-tenente da armada brasileira José da Costa Azevedo.
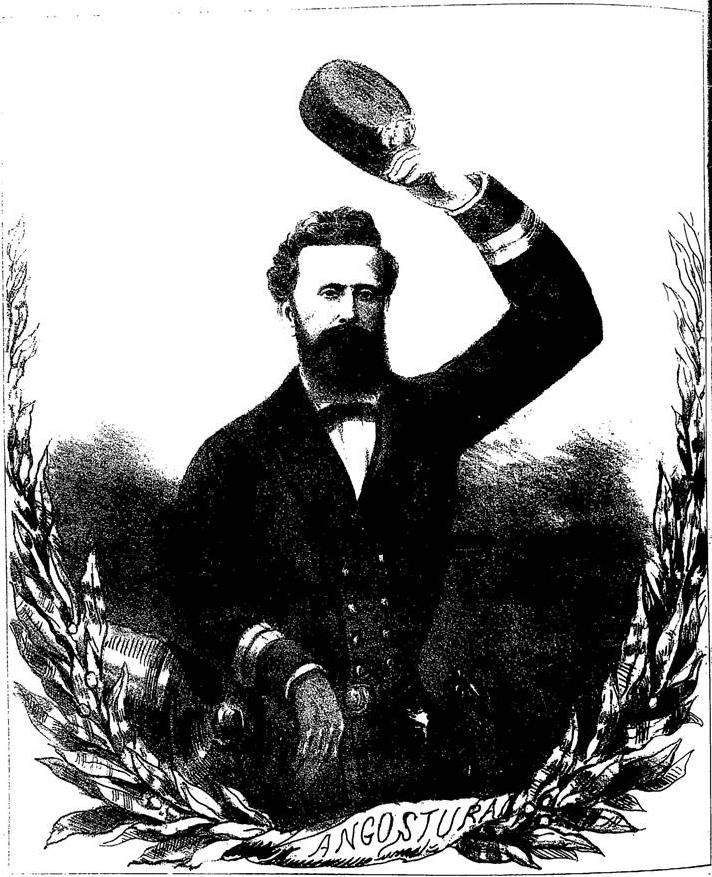
O então Capitão de Fragata José da Costa Azevedo, futuro Barão de Ladário.
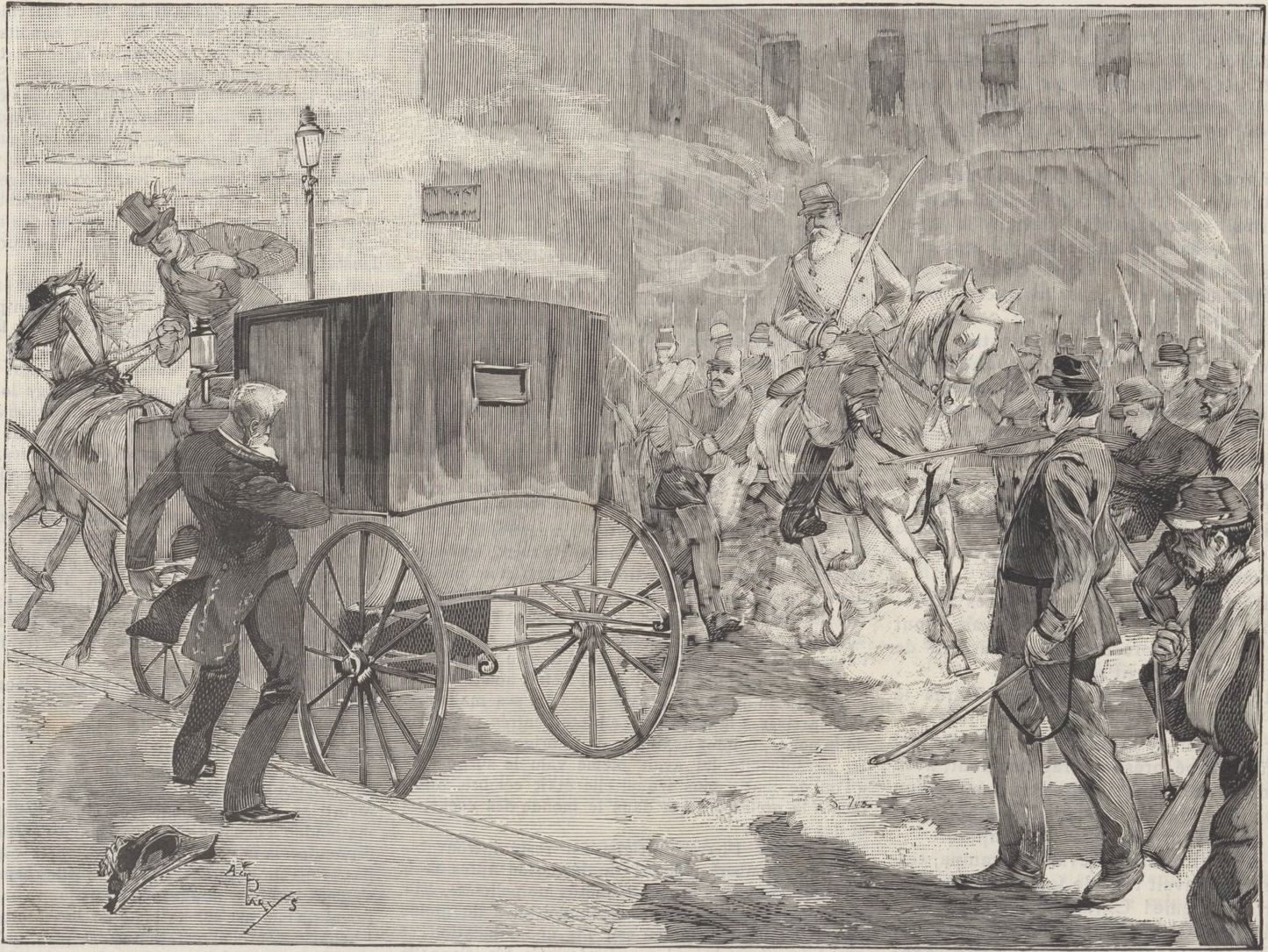
Atentado contra o Barão de Ladário, então Ministro da Marinha (Le Monde Illustré, 1889).
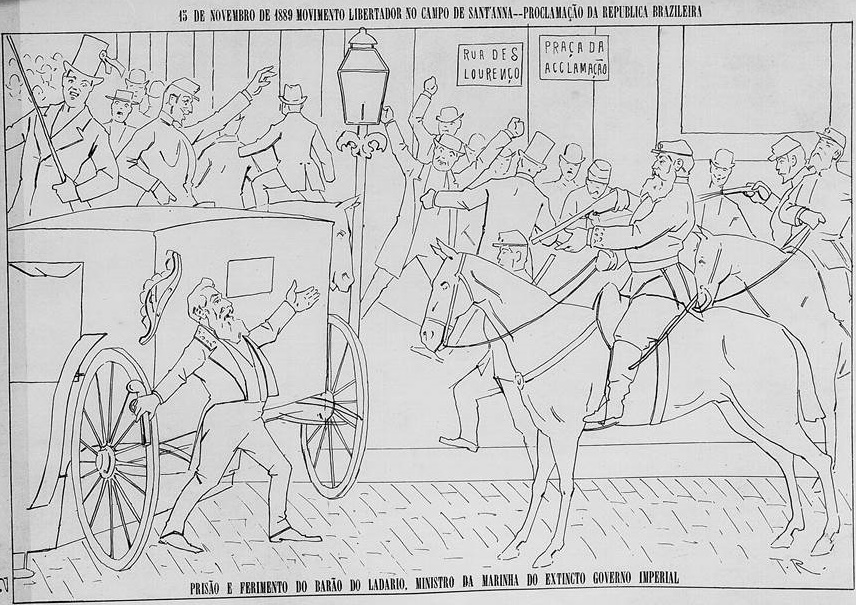
Charge de Teixeira da Rocha ilustrando o episódio da prisão e ferimento do Barão de Ladário, Ministro da Marinha do Império (Vida Fluminense, 1889).